# エチオピアの国旗

縦横比2:3のタイプ

エチオピアの国旗（エチオピアのこっき、アムハラ語: የኢትዮጵያ ሰንደቅ ዐላማ）は、青地に金色の五芒星を描いた円形の国章を中央に配した、緑、黄、赤の三色旗である。緑、黄、赤の三色は、少なくとも17世紀初頭から象徴的な重要性を有していた。1897年10月11日、現在の三色旗はメネリク2世によって初めて採用され、1996年10月31日に現在の旗が制定された。中央の星はソロモンの星と呼ばれ、古代イスラエルに由来するものである。

## 旗

2009年に与党連合エチオピア人民革命民主戦線によって使用が禁止されるまでのエチオピアの市民用旗。ディアスポラのコミュニティ行事において使用されることがあり、一部の反政府グループによっても使用されている。また、エチオピア正教会の祝祭日や暫定政府の時代にも用いられた。

1897年10月11日、エチオピアがアドワの戦いでイタリア王国を破ってから1年後、皇帝メネリク2世は、元来使われてきた3つのペナントを、上から赤、黄、緑の順に長方形の三色旗に組み合わせた。そして、中央の帯に自身の名前の最初の文字（エチオピア文字「ም」）を入れるよう命令した。メネリクの死後の1913年に、その文字は旗から取り除かれた。そして、色の順番は逆転され、緑が上、赤が下となり、黄色は中央に残された。この三色旗の配色は19世紀初頭から存在していて、それ以前からエチオピアにおいて特別な性質を有していた。1897年の採用を記念して、エチオピアではティキムト月（9月〜10月）の第1月曜日にフラッグ・デーを祝っている。
王室旗にはしばしばユダの獅子（中央に十字架を掲げた王冠を戴く獅子）の紋章が描かれており、旗の中央の黄色の部分に配置されていた。これはエチオピア正教会、人々、そして統一された国家との繋がりを示すものとされている。獅子が携える行列用十字架は、かつてのエチオピアの国旗、そして象徴でもある。そして、三色の組み合わせはエチオピア正教会によって用いられていたものである（赤は信仰と力、黄は教会・平和、緑は自然の肥沃さを表す）。後に国家の色として採用されたのは生産が容易であり、エチオピアの風景において一般的であったためと考えられている。19世紀の2人のフランス人旅行者フェレとジョセフ・ガリニエは、「写本装飾では赤、緑、黄が基本色だ」と述べた。
植民地支配からの独立を達成した後、アフリカで新しく独立した多くの国家は、外国の占領に対するエチオピアの抵抗を称えて、この3色を採用した。これらの色は汎アフリカ色と呼ばれる。

### 象徴色
- 緑は労働、発展、そして肥沃な大地を表す
- 黄は希望を表す
- 赤はエチオピアの防衛のために流された血を表す
- 青、国章の円形の青い下地は平和を表す

## 歴史的な旗
- ?1870年代以前のエチオピア帝国のペナント。伝統的な色は、最初の公式の国旗が制定される前は、戦旗として使われたり、教会において掲げられたりしていた[12][18]。
- ?エチオピアの国旗（1897年-1913年）。1897年10月6日、メネリク2世は上から赤、黄、緑の長方形の三色旗を命令し、中央に自身の名前の最初のエチオピア文字である「ም」を配置した。この旗はメネリク2世の死まで使用された[2][23][14]。
- ?エチオピア帝国の旗は、ユダの獅子（英語版）（中世に遡るソロモン朝の象徴である紋章）を伴ったものであり、別名「皇帝旗」（1870年？-1897年、1913年-1936年、1941年-1974年）としても知られている[15]。ラスタファリ運動、王党派、そしてエチオピア民族主義者（英語版）たちの間で未だに人気がある。
- ?エチオピア帝国の無地の三色旗は、メネリクの治世以後、帝国旗と並んで掲げられるようになった。伝統によれば、この配色を逆にした旗は当初、戦時に限って使用されていたが、その理由は明らかではない[1][15]。
- ? ?ブルー・エンサインが基になった、エチオピア帝国海軍（英語版）の軍艦旗（1955年-1974年）
- ?エチオピアのデルグ政権の旗（1974年–1975年）。ハイレ・セラシエ1世の打倒後、獅子の頭の王冠が除去され、十字架の先端が槍の先に変更された[24]。
- ? ?エチオピア帝国海軍（英語版）の軍艦旗（1974年-1975年）
- ?エチオピアの市民用旗（1975年-1987年）
- ?社会主義エチオピア下での国旗、1987年に導入された旗の前身となった（1975年-1987年）
- ?エチオピア人民民主共和国の旗、比率が1:2である（1987年-1991年）
- ? ?エチオピア暫定政府の市民用旗（1991年-1996年）[12]
- ? ?1992年5月28日に採用されたエチオピア暫定政府の国旗[15]
- ?1996年から2009年までのエチオピア連邦民主共和国の旗[25]
- ?1996年から2009年までのエチオピア連邦民主共和国の旗（別種）